# Canadair CL-66
Die CL-66 war die Turbopropvariante des Passagierflugzeugs Convair CV-440 und wurde als CC-109 Cosmopolitan zum Standard-VIP-Flugzeug der Royal Canadian Air Force und auch für leichte Transportaufgaben eingesetzt.

## Geschichte und Konstruktion
Nach Beendigung der Produktion der Convair CV-440 in San Diego erwarb Canadair die Rechte an der Konstruktion, samt Montagevorrichtungen, Werkzeugen und drei unverkauften CV-440. Durch die Verfügbarkeit des Turbopropantriebs Napier Eland entstand aus der CV-440 die Convair 540. Wie die CV-440 ist auch die CL-66 mit einer Druckkabine ausgestattet.
Im Jahr 1958 wollte die RCAF ihre alternden Douglas C-47 durch ein Turboprop-getriebenes Flugzeug ersetzen. Ihre Wahl fiel zuerst auf die Vickers Viscount, aber die kanadische Regierung entschied sich gegen dieses Flugzeug. Stattdessen bot Canadair eine Reihe von Convair-540-Varianten mit dem Turboproptriebwerk Napier Eland an. Das Projekt erhielt die Bezeichnung CL-66 und es wurden drei Versionen entwickelt. Am 2. Februar 1959 erfolgte der Erstflug der CL-66C, die CL-66B folgte im Januar 1960. Keine einzige „A“-Version wurde gebaut. Canadair erhielt, trotz intensivster Bemühungen, keine Bestellungen von Fluggesellschaften für die CL-66, da sie zu teuer waren und Flugzeuge anderer Produzenten bessere Leistungen besaßen. Die RCAF übernahm zehn Flugzeuge, hauptsächlich CL-66B. Zwei als Demonstrationsflugzeuge eingesetzte Maschinen wurden an die Quebecair verkauft.
Da die Eland-Triebwerke sich als unzuverlässig und von den Leistungen her als zu schwach erwiesen, wurden diese, bei den von der RCAF eingesetzten Maschinen, 1966 und 1967 durch Allison-501-D36-Propellerturbinen ersetzt.

## Varianten
CL-66A48/64-sitziges Passagierflugzeuge
CL-66Bkombiniertes Fracht-/Passagierflugzeug
CL-66Cmit dem Turboproptriebwerk Napier Eland nachgerüstete Convair CV-440

## Militärische Nutzer
- Kanada

## Zwischenfälle
- Am 5. Mai 1967 wurde eine Canadair CL-66/CC-109 Cosmopolitan (Convair CV-540) der Royal Canadian Air Force (Luftfahrzeugkennzeichen RCAF 11153) auf dem Flughafen Montréal-Dorval (Quebec, Kanada) durch einen Brand irreparabel beschädigt. Personen kamen nicht zu Schaden.[2]

## Technische Daten
| Kenngröße             | Daten                                              |
| --------------------- | -------------------------------------------------- |
| Besatzung             | 3–4                                                |
| Passagiere            | 64                                                 |
| Länge                 | 24,84 m                                            |
| Spannweite            | 32,12 m                                            |
| Höhe                  | 8,49 m                                             |
| Flügelfläche          | 89,54 m²                                           |
| Flügelstreckung       | 11,5                                               |
| Leermasse             | 14.666 kg                                          |
| max. Startmasse       | 24.130 kg                                          |
| Reisegeschwindigkeit  | 518 km/h                                           |
| Höchstgeschwindigkeit | 547 km/h                                           |
| Dienstgipfelhöhe      | 7620 m                                             |
| Reichweite            | 3660 km                                            |
| Triebwerke            | 2 × Turboproptriebwerk Napier Eland mit je 2611 kW |